# 骨盆腔疼痛
骨盆腔疼痛（pelvic pain）簡稱骨盆痛或盆腔痛是指臀部之間区域的疼痛。疼痛可能是急性，突然发作；也可能是慢性，即间歇性或持续性地存在很长一段时间。如果疼痛持续时间少于 3 个月，常归於急性； 若症狀持续超过 6 个月，常归為慢性。抑郁症可能使症状恶化。与會陰疼痛不同。
可能原因与女性生殖系統、消化道或泌尿系統或骨盆附近的构造（如主動脈下部）有关。与女性生殖器官有关的常见病因，包括：經痛、子宮內膜異位症和子宮肌瘤；严重的病因包括異位妊娠、骨盆腔發炎和卵巢扭轉  。与胃肠道有关的常见病因，包括：大腸激躁症、胃腸炎、便秘和大腸癌 。相關的严重病因，包括闌尾炎。与泌尿道有关的常见病因，包括：膀胱感染、腎結石和間質性膀胱炎。其他病因，包括：纤维肌痛、腹壁肌肉受伤和腹主動脈瘤。性虐待也可能造成慢性疼痛。
诊断依頼病史和身體檢查，可借助实验室检驗和醫學影像確認診斷。建议所有可能怀孕的女性都需进行妊娠试验。高風險且令人担忧的症狀，包括：发烧、绝经后阴道出血、低血壓和腹膜炎。
骨盆腔疼痛可能影响男性和女性，但慢性盆腔痛較常见于女性。约有 2% 至 24% 的女性会出现与月经周期无关的盆腔腔疼痛，8% 至 21% 的女性会出现性交疼痛，17% 至 81% 的女性会出现月经期间疼痛。至少 6% 至 27% 的女性患有慢性盆腔痛。